# Cussay
Cussay is een gemeente in het Franse departement Indre-et-Loire (regio Centre-Val de Loire) en telt 560 inwoners (1999). De plaats maakt deel uit van het arrondissement Loches.
|  |  |

## Geografie
De oppervlakte van Cussay bedraagt 26,2 km², de bevolkingsdichtheid is 21,4 inwoners per km².
De onderstaande kaart toont de ligging van Cussay met de belangrijkste infrastructuur en aangrenzende gemeenten.

## Demografie
Onderstaande figuur toont het verloop van het inwonertal (bron: INSEE-tellingen).